# Does This Look Infected?
Does This Look Infected? je studiové album skupiny Sum 41, vydané 26. listopadu 2002 společností Island Records.

## Seznam skladeb
1. „The Hell Song“ – 3:18
2. „Over My Head (Better Off Dead)“ – 2:29
3. „My Direction“ – 2:02
4. „Still Waiting“ – 2:38
5. „A.N.I.C.“ – 0:37
6. „No Brains“ – 2:46
7. „All Messed Up“ – 2:44
8. „Mr. Amsterdam“ – 2:56
9. „Thanks For Nothing“ – 3:04
10. „Hyper-Insomnia-Para-Condrioid“ – 2:32
11. „Billy Spleen“ – 2:32
12. „Hooch“ – 3:28
13. „Reign In Pain (Heavy Metal Jamboree)“ (napsal Stevo32) – 2:55
14. „WWVII Parts 1 & 2“ (napsal Stevo32) – 5:10

## Drobnosti
- Na obálce alba je Steve Jocz převlečen za zombie; podoba obálky byla zvolena dříve než samotný název. Tento fakt málem zdržel vydání alba, neboť členové skupiny neměli na titul žádné návrhy. Až jednou náhle Derycka napadl název Does This Look Infected? (Vypadá to infikovaně ?), čímž celou skupinu velice pobavil a tato hláška byla zvolena za titul.

- Skladba „A.N.I.C“ je o Anně Nicole Smith. Jde o zkratku věty Anna Nicole Is a Cunt (Anna Nicole je kurva).

- Součástí upravené verze záznamu koncertu z London Astoria je DVD, obsahující skladby jako "Fat Lip", "Never Wake Up", "Machine Gun", "In Too Deep" a další.

- Neupravená verze obsahuje rovněž bonusové DVD "Cross The T's and Gouge Your I's" (podle disku vydáno pod hlavičkou "Lucifer production"), obsahující záznam alter-ega skupiny, "Pain For Pleasure", s názvem "Reign In Pain", a rozličné humorné segmenty jako "Going Going Gonorrhea", "Campus Invasion" a "Pizza Heist and Other Crap". Součástí DVD jsou i písně spřátelených skupin – "Long Way To Fall" a "Nothing Frequency" skupiny Autopilot Off nebo "Short Fuse" a "I'll Blood" od No Warning.

- Skladba "No Brains" měla pracovní názvy "Food" a "Yesterday.com".

## Sestava
- Deryck Whibley – hlavní vokály a kytara; bubny ve skladbách 13 a 14
- Dave Baksh – kytara, vokály
- Cone McCaslin – baskytara, vokály
- Steve Jocz – bubny a vokály; hlavní vokály a kytara ve skladbách 13 a 14